# Martyropolis
Koordinaten: 38° 9′ N, 41° 0′ O
Martyropolis ist eine antike Stadt in der Arzanene und liegt in der türkischen Provinz Diyarbakır. Der heutige Name ist Silvan.

## Name
In armenischer und römischer Zeit hieß die Stadt lateinisch Tigranocerta (armenisch Տիգրանակերտ Tigranakert, altgriechisch Τιγρανόκερτα Tigranόkerta), auf aramäisch Mîyâfâriqîn/Maipherqat/Maiferkat, in byzantinischer Zeit Tagrith, zeitweise Justinianopolis und ab dem 5. Jh. Martyropolis.

## Geschichte
Die Stadt ist bereits aus Inschriften aus der Zeit des akkadischen Königs Naram-Sin (2260–2223)  bekannt.
Das Niḫirija (URUni-ḫi-ri-a-ni) der hethitischen, assyrischen und urartäischen Quellen wird meist mit Martyropolis gleichgesetzt. Es wurde jedoch auch Eğil am oberen Tigris vorgeschlagen.
Tigranes II. beschloss, die Siedlung neben Artaxata am Araxes zur Hauptstadt auszubauen. Dazu deportierte er die Bürger von zwölf kappadokischen Städten, darunter Mazaka, hierher. Vor Beendigung der Bauarbeiten wurde die Stadt aber 69 v. Chr. durch Lucullus erobert, und die griechischen Aristokraten kehrten in ihre kappadokischen Heimatstädte zurück.
Der römische Feldherr Gnaeus Domitius Corbulo eroberte die Stadt im Jahre 58 und setzte Tigranes VI. als König von Armenien anstelle von Trdat I. ein. Nachdem die Stadt durch Schapur II. erobert wurde, erlitten die Einwohner, die sich nicht zum Zoroastrismus bekehren wollten, das Martyrium. 
Bischof Maruthas von Sophene und Tagrith wurde vom Kaiser Theodosius I. als Gesandter an den Hof des persischen Großkönigs Yazdegerd I. geschickt. Dort trieb er angeblich einer Tochter Yazdegerds einen bösen Geist aus. Unter Maruthas wurde für die Märtyrer von Tagrith eine prächtige Basilika erbaut, und die Stadt nahm den Namen Martyropolis an. Die Stadt wurde durch Theodosius II. prächtig ausgebaut. Sie fiel unter Anastasios I. an die Perser und unter Justinian I. wieder an die Römer. Im frühen 8. Jahrhundert eroberten sie die Araber. Im 10. Jahrhundert wurde sie selbständiger Bischofssitz und hing dem Monophysitismus an. Nach der Schlacht bei Manzikert war sie Sitz eines seldschukischen Emirs.

## Berühmte Bürger
- Maruthas († 422), Bischof und Heiliger
- Basilius, Bischof im 9. Jh

## Titularbistum
Martyropolis ist heute ein Titularerzbistum der römisch-katholischen Kirche. Momentan ist der Bischofstitel nicht vergeben. Der letzte Amtsinhaber war João Rezende Costa von 1957 bis zum 15. November 1967.